# Sochocin
Sochocin – miasto w Polsce położone w województwie mazowieckim, w powiecie płońskim, w miejsko-wiejskiej gminie Sochocin. Miejscowość jest siedzibą gminy Sochocin.
Administracyjnie Sochocin ma status sołectwa.
Sochocin był miastem od 1385 roku do 13 stycznia 1870 roku. Miejscowość odzyskała status miasta 1 stycznia 2021.
1867–1954 siedziba zbiorowej gminy Sochocin, 1954–1972 gromady Sochocin, a od 1973 ponownie gminy Sochocin. W latach 1975–1998 miejscowość administracyjnie należała do województwa ciechanowskiego.
Leży na terenie nizinnym, w większości w pradolinie rzeki Wkry – wysokości bezwzględne kształtują się w granicach od 85 m n.p.m. do 112 m n.p.m. Przez miejscowość przebiega droga krajowa nr 50. W Sochocinie znajduje się zabytkowy kościół św. Jana Chrzciciela. W Sochocinie swoją siedzibę ma Gminny Klub Sportowy Wkra Sochocin, który aktualnie gra w Lidze Okręgowej-Ciechanów-Ostrołęka. Swoje mecze rozgrywa na stadionie gminnym w Sochocinie, mogącym pomieścić 500 osób.

## Historia

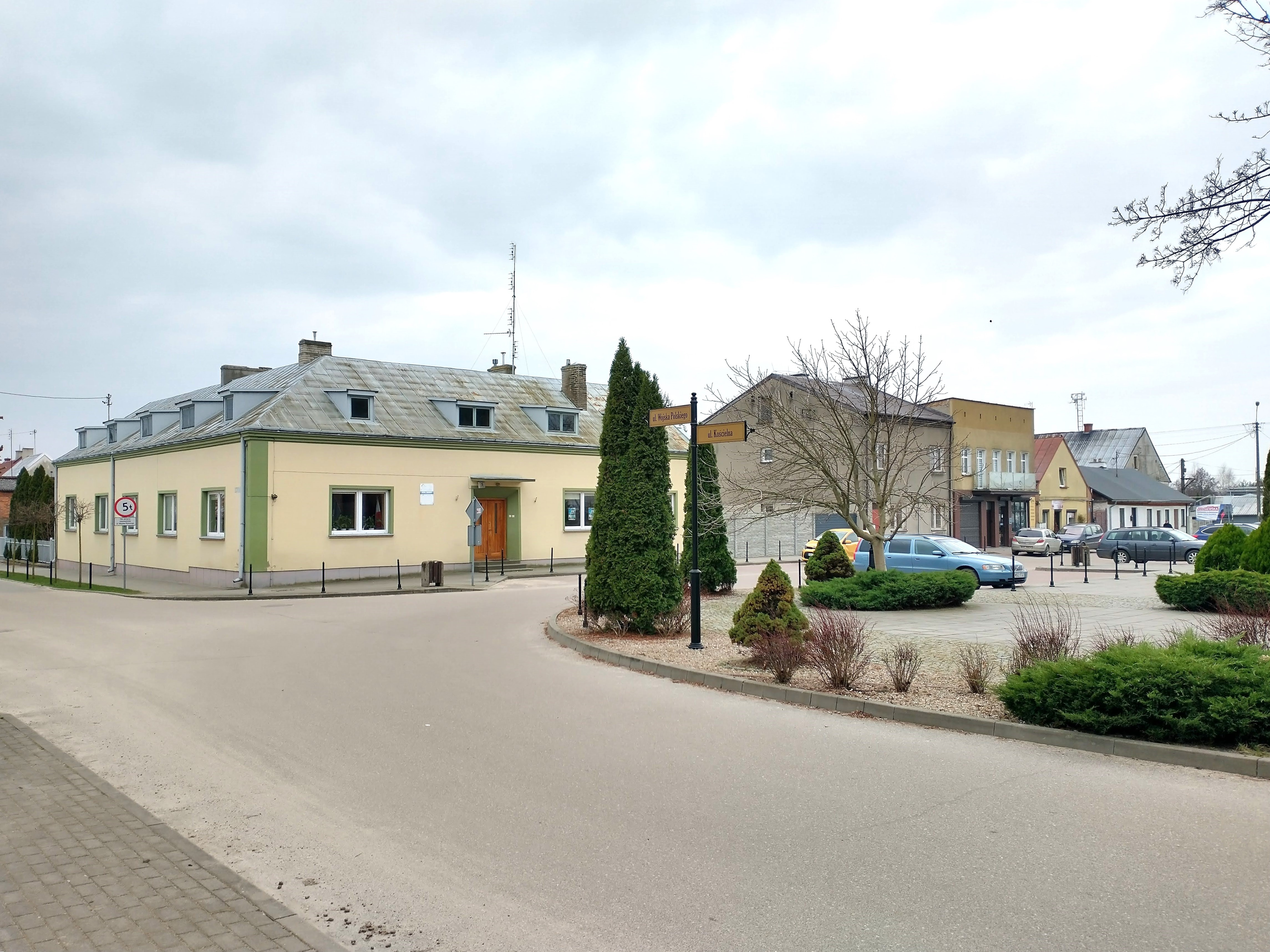
Fragment Starego Rynku

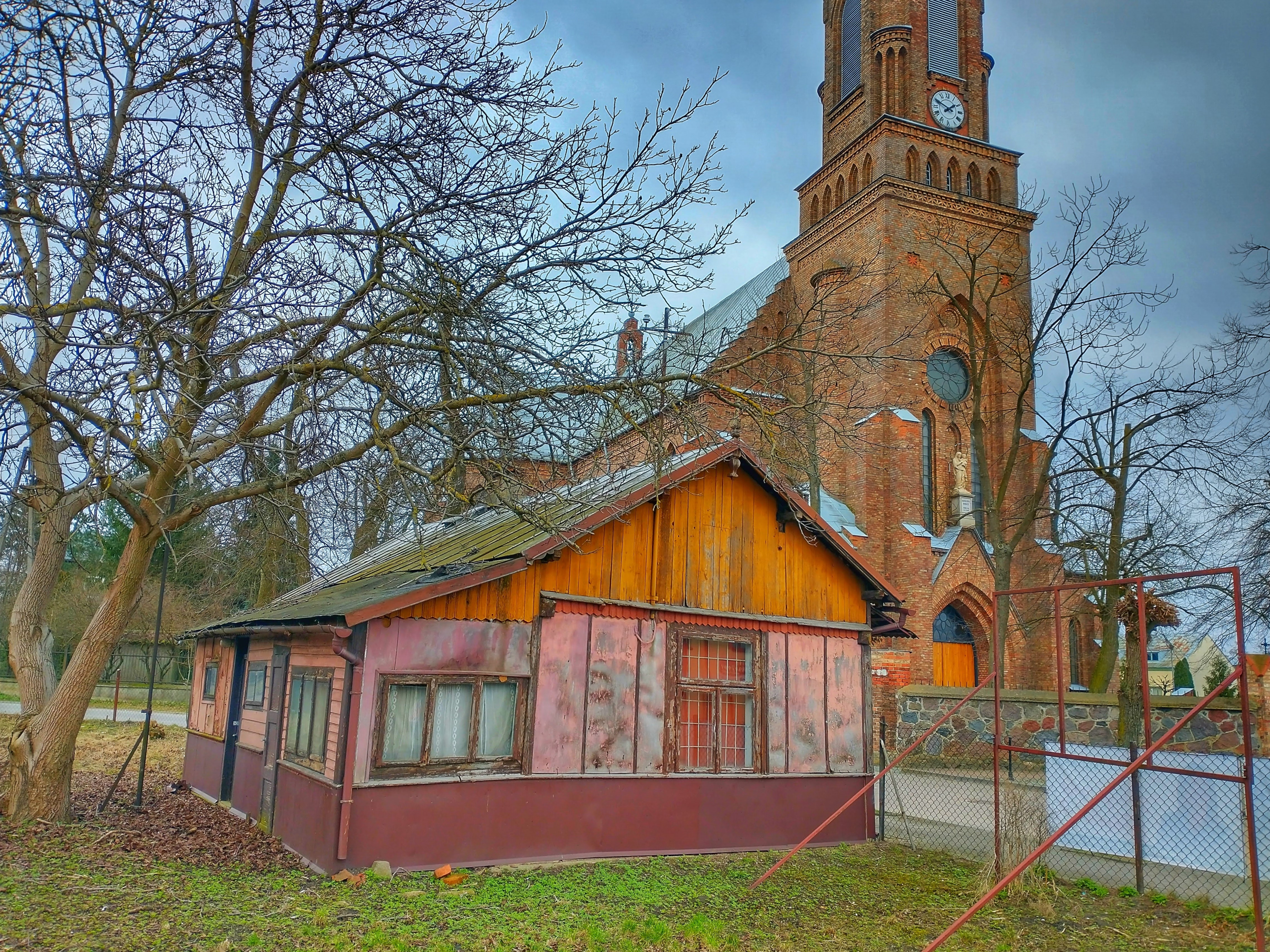
Architektura drewniana

Pierwsze informacje historyczne na temat Sochocina pochodzą z XIV wieku. Położona nad rzeką Wkrą miejscowość stanowiła centrum gospodarcze lokalnego rynku. Znajdowała się na szlaku handlowym łączącym Wielkie Księstwo Litewskie z Koroną (droga między miastami Poznań – Wilno, prowadząca dalej aż do Moskwy).
1 października 1385 roku książę mazowiecki Janusz I Starszy podpisał dokument nadający mieszkańcom Sochocina prawa miejskie. W 1404 roku miejscowość kupił Ścibor z Sochocina – jeden z najwybitniejszych możnowładców średniowiecznego Mazowsza, marszałek dworu Janusza I Starszego i podkomorzy zakroczymski. W 1492 roku nowy właściciel Janusz II, zainteresowany rozwojem miasta i ewentualnością powiększania przynoszących przez niego dochodów, ponawia prawa miejskie dla Sochocina. W 1495 roku miasto stało się siedzibą powiatu sochocińskiego i miejscem odprawiania sądów zwanych rokami.
W 1524 roku miasteczko książęce Sochocin wraz z innymi wsiami dostał dożywotnio Feliks Brzeski – wojewoda mazowiecki. W 1533 roku miasteczko strawił pożar, który zniszczył większość zabudowań.
W 1869 roku w wyniku reformy administracyjnej, przeprowadzonej przez władze carskie, Sochocin po 484 latach utracił prawa miejskie. Nasiliły się działania rusyfikacyjne, język rosyjski był obowiązkowy w administracji i sądownictwie.
W chwili wybuchu II wojny światowej Sochocin liczył 1750 mieszkańców, w listopadzie 1939 roku ziemie Mazowsza Północnego (w tym Sochocin) zostały wcielone do Rzeszy, jako tzw. Rejencja Ciechanowska.
W 1940 roku w Kucharach Żydowskich i Smardzewie powstały niemieckie karne obozy pracy. W 1941 roku trwała akcja wysiedleńcza mieszkańców Sochocina i okolic. Wiele osób zginęło, wiele było represjonowanych, wielu uczestniczyło w zbrojnym ruchu oporu AK i BCH. 18 stycznia 1945 roku zakończyła się niemiecka okupacja Sochocina.
12 czerwca 1990 roku pierwszym wójtem gminy Sochocin po dokonanych przemianach został wybrany Tomasz Wiktorowicz. Był on ponownie wybierany na wójta aż do wyborów w 2006 roku, w których zastąpił go Jerzy Zawadzki. Następnie wójtem gminy Sochocin była Anna Zwierzchowska. W wyborach w 2014 roku w drugiej turze wójtem wybrany został Andrzej Romatowski. W 2018 roku wójtem (od 2021 roku burmistrzem) został Jerzy Ryziński.

## Dane administracyjno-gospodarcze
Gmina Sochocin wchodzi w skład powiatu płońskiego i województwa mazowieckiego.
Liczba mieszkańców – 1945 (dane liczbowe uzyskane w Urzędzie Gminy Sochocin, Referat Spraw Obywatelskich na dzień 31.12.2004 r.).
W ewidencji działalności gospodarczej prowadzonej w gminie Sochocin zarejestrowanych jest 279 przedsiębiorców, którzy prowadzą działalność gospodarczą w zakresie:
- handlu stacjonarnego i obwoźnego – 146 osób
- usług – 78 osób
- transportu – 24 osoby
- murarstwa – 22 osoby
- przetwórstwa i produkcji – 9 osób